# Frédéric Bouhon
 (mai 2024).
Pour les articles homonymes, voir Bouhon.
Frédéric Bouhon, né le 25 juillet 1836 à Paris où il est mort le 15 décembre 1904, est un architecte français.

## Biographie
Frédéric Charles Bouhon naît en 1836. Il exerce principalement dans le 13e arrondissement de Paris et est également arbitre près le Tribunal de commerce,. Durant sa carrière, il tisse de nombreux liens avec la Société nationale des architectes de France, la Société d'assistance confraternelle des architectes français, la Commission des logements insalubres de la ville de Paris et le groupe des arbitres près le Tribunal de commerce, ainsi que de nombreuses commissions du 13e arrondissement de Paris. Il décède le 15 décembre 1904 à Paris,. Ses obsèques sont célébrées le 18 décembre 1904 et il est inhumé au cimetière de Gentilly.